# Pterygogramma longius
Pterygogramma longius är en stekelart som beskrevs av Lin 1994. Pterygogramma longius ingår i släktet Pterygogramma och familjen hårstrimsteklar. Inga underarter finns listade i Catalogue of Life.